# 得勝體育中心

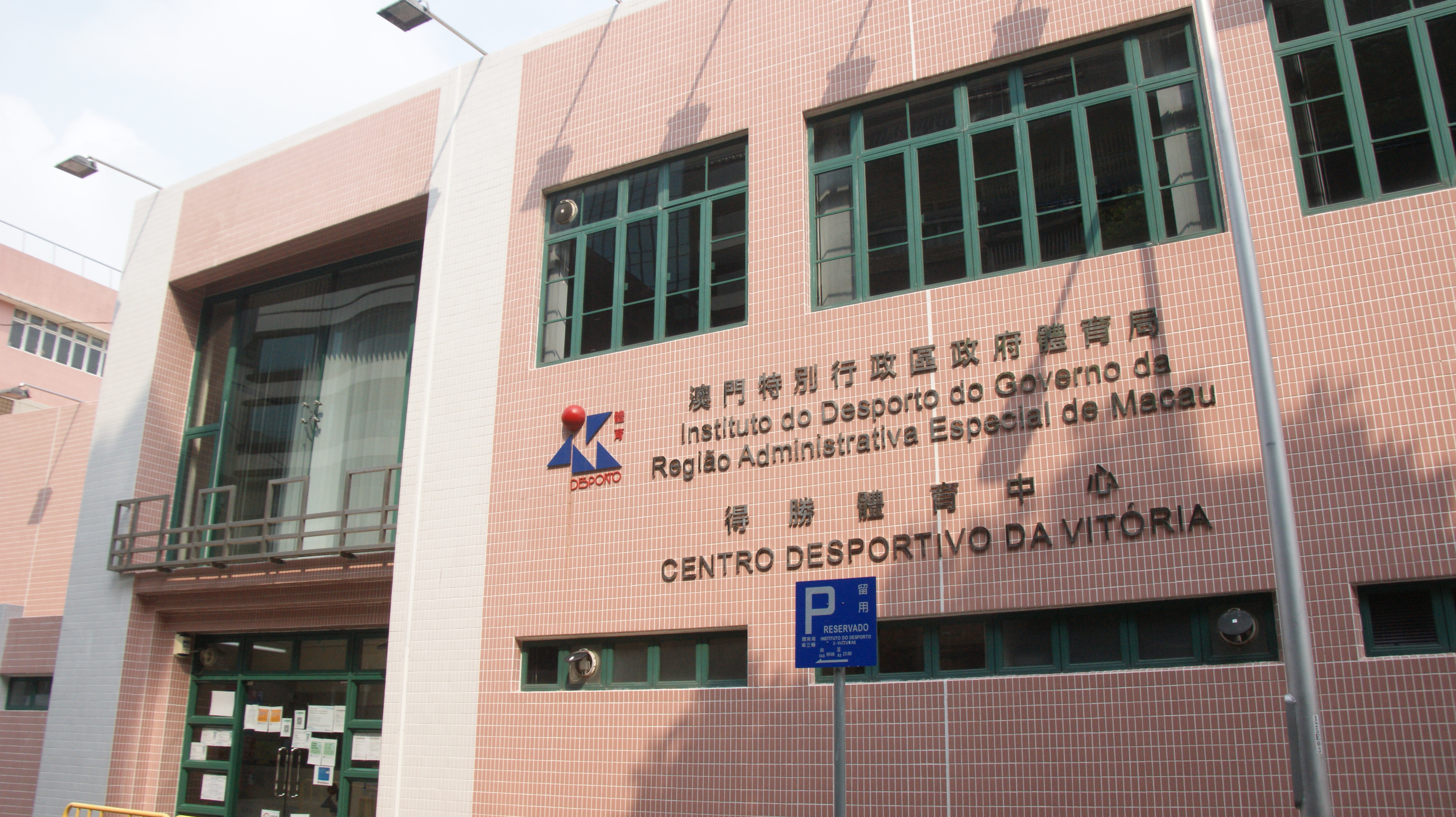
得勝體育中心

得勝體育中心（葡萄牙語：Centro Desportivo da Vitória）是位於澳門得勝馬路的體育中心，鄰近高美士中葡中學，於1995年7月19日啟用。

## 歷史
座落於得勝馬路的得勝體育中心於1995年7月19日下午五時半正式揭幕使用，體育總署署長奇洛嘉在揭幕儀式上致詞時稱，體育中心的正式使用，可減輕本澳體育訓練場地不足的問題，中心內可供柔道、空手道、壁球、中國武術等項目使用。壁球場對外開放予市民租用，是澳門現時唯一的公眾壁球場。

## 設施
開放時間由上午七時至晚上十一時，內設兩個體育館、兩個壁球場及相應的設施。中心並設有一間鋪有地氈的運動室，為柔道、空手道等運動長期提供練習場所。

## 收費

### 體育室（A／B室）
|      | 收費（每小時） |
| ---- | -------------- |
| 團體 | $80            |

### 壁球室
|      | 收費（每小時） |
| ---- | -------------- |
| 個人 | $30            |

## 外部連結
- 澳門公共體育設施網絡-得勝體育中心 （页面存档备份，存于）